# سفرس الحصى
سفرس الحصى هو نوع من النباتات المزهرة في عائلة كاسرات الحجر. موطنها أوروبا والمغرب.

## التصنيف
وُصف سفرس الحصى لأول مرة رسميًا من قبل العالم كارولوس لينيوس في عام 1753.